# Terry Venables
Pour les articles homonymes, voir Venables (homonymie).
Terence Frederick Venables, dit Terry Venables né le 6 janvier 1943 à Dagenham et mort le 25 novembre 2023,, est un entraîneur de football et ancien joueur anglais de football. Il est sélectionneur de l'équipe d'Angleterre, notamment pendant le Championnat d'Europe 1996.

## Biographie

### Joueur
Terry Venables commence sa carrière professionnelle en 1960 avec Chelsea, où il fait plus de 200 apparitions, avant de partir pour Tottenham en 1966. 
En 1969, il signe aux Queens Park Rangers, pour ensuite partir en 1974 à Crystal Palace et terminer sa carrière deux ans plus tard. 
Il ne joue que deux fois pour l'équipe d'Angleterre.

### Entraîneur
À la fin de sa carrière de joueur, son dernier club, Crystal Palace, lui offre le rôle d'entraîneur, qu'il accepte. En trois saisons, il mène le club à deux promotions, jusqu'au premier rang de l'échelle nationale, la Première Division (l'équivalent d'antan du Premiership). Il part de Crystal Palace en 1980 pour QPR, avec lequel il gagne la promotion encore une fois. Avec QPR, il atteint la finale de la FA Cup en 1982, mais son équipe perd contre Tottenham Hotspur.
Sa renommée provoque des offres d'emploi en Europe, notamment venant de Barcelone, d'où vient son surnom « El Tel ». Pendant trois saisons en Catalogne, il remporte La Liga et la Coupe de Ligue, mais son équipe ne peut pas battre le Steaua Bucarest en finale de la coupe d'Europe des clubs champions en 1986. En 1987, Venables est mis à la porte du Camp Nou.
En novembre 1987, il revient en Angleterre pour entraîner l'équipe de Tottenham Hotspur, avec laquelle il remporte la FA Cup en 1991. En 1991, il devient PDG du club londonien, Alan Sugar étant le président. Sugar rompt le contrat de Venables le 14 mai 1993.
En 1993, l'équipe nationale cherche un nouveau sélectionneur après la démission de Graham Taylor, qui ne peut pas mener l'Angleterre à la Coupe du monde. Venables n'a pas de club à cette époque, mais la Fédération estime qu'il est le meilleur candidat pour le poste vacant, en dépit des critiques qu'il subit. La FA le recrute finalement à contrecœur en 1994. Le summum de sa carrière a lieu pendant l'Euro 1996, où l'Angleterre atteint les demi-finales, perdant contre l'Allemagne.
Après l'équipe d'Angleterre, Venables occupe un poste à Portsmouth et il est sélectionneur de l'équipe d'Australie, qu'il amène en finale de la Coupe des confédérations 1997. Mais son équipe ne se qualifie pas pour la Coupe du monde 1998. 
En 2000 il devient assistant-entraîneur de Bryan Robson à Middlesbrough. En 2002 il devient entraîneur de Leeds United. À la suite de l'échec de l'équipe, il part en mars 2003.
En 2006 il devient assistant de Steve McClaren, nouveau sélectionneur de l'équipe nationale, jusqu’au renvoi de McClaren en novembre 2007, faisant suite à l'élimination de l'Angleterre contre la Croatie pour l'Euro 2008. 
Aujourd'hui Venables travaille pour le journal anglais The Sun.
Le 28 mars 2012, Venables rejoint le club amateur Wembley FC, en tant que conseiller technique.

## Palmarès

### Joueur

#### En Club
- Vainqueur de la FA Cup en 1967 avec  Tottenham Hotspur
- Vainqueur de la League Cup en 1965 avec Chelsea

#### EnÉquipe d'Angleterre
- 2 sélections en 1964

### Entraîneur
- Champion d'Espagne en 1985 avec le FC Barcelone
- Vainqueur de la FA Cup en 1991 avec Tottenham Hotspur
- Champion d'Angleterre de Division 2 en 1979 avec Crystal Palace et en 1983 avec les Queens Park Rangers
- Vainqueur de la Coupe de la Ligue d'Espagne en 1986 avec le FC Barcelone

### Distinction personnelle
- Élu Meilleur Entraîneur de la Liga en 1985